# Пінон сулавеський
Пі́нон сулавеський (Ducula radiata) — вид голубоподібних птахів родини голубових (Columbidae). Ендемік Індонезії.

## Опис
Довжина птаха становить 38 см. Голова, шия, груди і живіт світло-сірі, обличчя і горло дещо світліші. Нижні покривні пера хвоста тьмяно-рудувато-коричневі. Задня частина шиї, спина і нижні покривні пера крил фіолетові. Надхвістя і хвіст зелені. На хвості широка сіра смуга.

## Поширення і екологія
Сулавеські пінони є ендеміками острова Сулавесі. Вони живуть у вологих рівнинних і гірських тропічних лісах. Зустрічаються поодинці або парами, на висоті від 200 до 2400 м над рівнем моря, переважно на висоті понад 1100 м над рівнем моря. Живляться плодами.